# Caboverdea chevalieri
Caboverdea chevalieri är en kackerlacksart som först beskrevs av Lucien Chopard 1936.  Caboverdea chevalieri ingår i släktet Caboverdea och familjen småkackerlackor. Inga underarter finns listade.